# Мейз (Канзас)
Мейз (англ. Maize) — місто (англ. city) в США, в окрузі Седжвік штату Канзас. Населення — 5735 осіб (2020).

## Географія
Мейз розташований за координатами 37°46′30″ пн. ш. 97°27′35″ зх. д. / 37.77500° пн. ш. 97.45972° зх. д. (37.775076, -97.459595).  За даними Бюро перепису населення США в 2010 році місто мало площу 22,89 км², з яких 22,89 км² — суходіл та 0,00 км² — водойми. В 2017 році площа становила 24,57 км², з яких 24,57 км² — суходіл та 0,00 км² — водойми.

## Демографія
Згідно з переписом 2010 року, у місті мешкало 3420 осіб у 1172 домогосподарствах у складі 942 родин. Густота населення становила 149 осіб/км².  Було 1284 помешкання (56/км²).
Расовий склад населення:
| - 91,3 % — білих - 1,5 % — чорних або афроамериканців - 1,1 % — корінних американців - 1,1 % — азіатів - 0,1 % — вихідців з тихоокеанських островів - 1,3 % — осіб інших рас |

До двох чи більше рас належало 3,6 %. Частка іспаномовних становила 7,4 % від усіх жителів.
За віковим діапазоном населення розподілялося таким чином: 34,1 % — особи молодші 18 років, 57,1 % — особи у віці 18—64 років, 8,8 % — особи у віці 65 років та старші. Медіана віку мешканця становила 30,7 року. На 100 осіб жіночої статі у місті припадало 94,6 чоловіків;  на 100 жінок у віці від 18 років та старших — 86,7 чоловіків також старших 18 років.
Середній дохід на одне домашнє господарство  становив 92 440 доларів США (медіана — 69 855), а середній дохід на одну сім'ю — 93 604 долари (медіана — 68 804). За межею бідності перебувало 10,3 % осіб, у тому числі 18,7 % дітей у віці до 18 років та 0,0 % осіб у віці 65 років та старших.
Цивільне працевлаштоване населення становило 1813 особи. Основні галузі зайнятості: виробництво — 22,7 %, роздрібна торгівля — 22,2 %, освіта, охорона здоров'я та соціальна допомога — 21,7 %.